# Proslia
× Proslia, (abreviado Ctyl) en el comercio, es un híbrido intergenérico entre los géneros de orquídeas Laelia × Prosthechea. Fue publicado en Orchid Rev. 112(1259, Suppl.): 76 (2004).